# Рогачице
Рогачице (словен. Rogačice) су насељено место у општини Севница, Посавска регија, Словенија.

## Историја
До територијалне реорганизације у Словенији биле су у саставу старе општине Севница.

## Становништво
У попису становништва из 2011. године, Рогачице су имале 45 становника.
| Број становника према пописима | Број становника према пописима | Број становника према пописима |
| ------------------------------ | ------------------------------ | ------------------------------ |
| 1991                           | 2002                           | 2011                           |
| 45                             | 51                             | 45                             |